# 趙雅博
趙雅博神父（西班牙語：Alberto Chao，1917年—2015年12月3日），华裔阿根廷人，祖籍中国河北，後獲得阿根廷籍，曾在台灣台中臺中市私立衛道高級中學校長，後任輔仁大學西班牙文教授，系主任，並於輔大哲學系任教。著作有《秦漢思想批判史》、《今日西班牙》、《藝術哲學散論》等。